# リカルド・ガリ
リカルド・ガリ（英: Ricardo Adolfo Galli Granada）、別名: ガリル（英: gallir）は、バレアレス諸島大学のコンピュータサイエンス博士で、同大学でオペレーティングシステムの設計を教えている。また、フリーソフトウェア財団
の講演者であり、自由ソフトウェア活動家でもある。

## プロジェクト
大学のプロジェクトとして、スペインのバレアレス諸島パルマ・デ・マヨルカにあるパルマ・デ・マヨルカ空港の飛行船駐機を制御するシステムを開発した。
2005年12月、彼はブログで公開された記事を宣伝する有名なWebサイトDiggのクローンであるMenéameをプログラムした。その後、彼はMenéameのソースコードをリリースし、このコードはオープンソースのDiggクローンであるPligg CMSのソースコードのベースとなった。
また、ポータブルコンピュータのクロックを下げて消費電力を削減するために使用できるデーモン「cpudyn」や、ページをキャッシュしてブログをより高速かつ応答性の高いものにするためのWordPressプラグイン「wp-cache」をプログラムした。
2001年、ガリはHispalinux賞にノミネートされた。彼は地元のLinuxユーザーWebサイトであるBULMAに200を超える技術記事を発表した
。